# Дула (светитељ)
Дула је био хришћански мученик из Египта. 
Живео је подвижнички у једном манастиру у Мисиру. Неки његов сабрат из зависти оклеветао га за светотатство (крађу црквених ствари). Невином Дули скинули су монашку одећу и предали га кнезу на осуду. Кнез је наредио да га шибају, и хтео му је руке одсећи, по закону који је тада владао за таква дела. Међутим тада се онај монах који га је оптужио покајао и објавио невиност Дулину. Повраћен у манастир после двадесет година изгнања и унижења, он је трећег дана преминуо. У хришћанској традицији помиње се да је његово тело чудесно нестало.
Српска православна црква слави га 15. јуна по црквеном, а 28. јуна по грегоријанском календару.